# أدينوسين أحادي الفوسفات
الأدينوسين أحادي الفوسفات (بالإنجليزية: Adenosine monophosphate أو AMP اختصارا)‏ وهو يعرف أيضا باسم 5'-حمض الأدينيليك هو نيوكليوتيد يستخدم كمونومر للحمض نووي ريبوزي منقوص الأكسجين والحمض النووي الريبوزي. وهو إستر مكون من حمض الفسفوريك والأدينوسين كنيوكليوسيد.الأدينوسين أحادي الفسفات يتكون من مجموعة فسفات وسكر ريبوز والقاعدة النيوكليوتيدية الأدينين. وعندما يكون كتفرع فإنه يأخذ البادئة أدينيليل عند تسميته وفق نظام التسمية النظامية للمركبات.